# Dmitry Dmitrievich Morduhai-Boltovskoi
Dmitry Dmitrievich Morduhai-Boltovskoi (em russo:  Дми́трий Дми́триевич Мордуха́й-Болтовско́й; Palácio de Pavlovsk, 8 de agosto de 1876 — Rostov do Don, 7 de fevereiro de 1952) foi um matemático russo.
Conhecido por seu trabalho em análise, teoria diferencial de Galois, teoria dos números, Geometria hiperbólica e história da matemática. Também é conhecido por sua tradução de Os Elementos de Euclides em russo.

## Biografia
Morduhai-Boltovskoi é descendente de uma família nobre da Rússia, nascido em 1876 no Palácio de Pavlovsk, nas imediações de São Petersburgo. Seu pai foi um engenheiro ferroviário e oficial graduado do Ministério dos Transportes do Império Russo, e seu avô foi general. Em 1894 ingressou na Universidade Estatal de São Petersburgo, onde foi aluno de Andrei Markov, Aleksandr Korkin, Yulian Sokhotski e Dmitry Grave. Concluiu sua tese sob orientação de Konstantin Posse em 1898, iniciando em seguida a carreira acadêmica na Universidade Tecnológica de Varsóvia. Continuou a trabalhar em Varsóvia com Georgy Voronoy, tornando-se em 1914 professor na Universidade de Varsóvia. Em 1915, após a Alemanha ter capturado Varsóvia na Primeira Guerra Mundial, algumas partes da Universidade de Varsóvia foram transferidas e Morduhai-Boltovskoi e seus colegas iniciaram a trabalhar ena Universidade Federal do Sul, no Oblast de Rostov. Permaneceu em Rostov até falecer, em 1952.
Morduhai-Boltovskoi foi o iniciador da pesquisa matemática em Rostov. Entre seus discípulos estão Boris Levin e Nikolai Efimov. Seu filho Filaret Dmitrievich foi um dos especialistas russos em hidrobiologia.

## Referência em literatura
Dmitry Dmitrievich Morduhai-Boltovskoi foi caracterizado como Professor Dmitri Dmitrievich Goryainov-Shakhovskoy no romance O Primeiro Círculo de Alexander Soljenítsin. Soljenítsin foi seu aluno na Universidade de Rostov